# Mehari Gebre-Medhin
Mehari Gebre-Medhin, född 14 november 1937, är svensk-eritreansk barnläkare, näringsfysiolog och professor emeritus i internationell barnhälsovård vid Akademiska sjukhuset och Uppsala universitet. Han har länge arbetat på barnsjukhuset i Uppsala som överläkare ansvarig för nutritionsfrågor och intensiv övervakning och behandling av akut sjuka barn.
Gebre-Medhin är utbildad vid Lunds universitet, Harvard University, och Uppsala universitet, där han 1977 disputerade.
Gebre-Medhin har bland annat varit med i Livsmedelsverkets och Svenska barnläkarföreningens expertgrupp för barnnutrition. Han har även varit ledamot i American Academy of Sciences, National Research Council i Washington, Stiftelsen för internationalisering av högre utbildning och forskning i Sverige och Svenska Unescorådet vid Utbildningsdepartementet. Han är ledamot av International Council for Control of Iodine Deficiency Disorders, Kungl. Vetenskaps-Societeten i Uppsala och forskargruppen för pediatrisk endokrinologi vid Institutionen för kvinnors och barns hälsa, Pediatrik, Akademiska sjukhuset i Uppsala.
Mehari Gebre-Medhin är bror till Ezra Gebremedhin och kommer ursprungligen från Eritrea.